# Douaumont

Douaumont este o comună în departamentul Meuse din nord-estul Franței. În 2010 avea o populație de 8 de locuitori.
Satul a fost distrus în timpul Primului Război Mondial. Astăzi, osuarul Douaumont, care conține rămășițele a mai mult de 100.000 de soldați necunoscuți din ambele naționalități franceze și germane găsite pe câmpul de luptă, se află deasupra peisajului.

## Evoluția populației
| An        | 1975 | 1982 | 1990 | 1999 | 2006 | 2010 |
| --------- | ---- | ---- | ---- | ---- | ---- | ---- |
| Populație | 8    | 7    | 10   | 6    | 7    | 8    |